# (5259) Epeigeus
(5259) Epeigeus ist ein Asteroid aus der Gruppe der Jupiter-Trojaner. Damit werden Asteroiden bezeichnet, die auf den Lagrange-Punkten auf der Bahn des Jupiter um die Sonne laufen. (5259) Epeigeus wurde am 30. Januar 1989 von den US-amerikanischen Astronomen Carolyn und Eugene Shoemaker am Palomar-Observatorium entdeckt. Er ist dem Lagrangepunkt L4 zugeordnet.
Der Asteroid ist nach der mythologischen Figur des Myrmidonen Epeigeus benannt, einem Gefolgsmann des Achilles, der im Trojanischen Krieg von Hektor getötet wurde.